# U-561
U-561 — средняя немецкая подводная лодка типа VIIC времён Второй мировой войны.

## История
Заказ на постройку субмарины был отдан 16 октября 1939 года. Лодка была заложена 28 февраля 1940 года на верфи «Блом унд Фосс», Гамбург, под строительным номером 537, спущена на воду 23 января 1941 года. Лодка вошла в строй 13 марта 1941 года под командованием капитан-лейтенанта Роберта Бартелса.

### Командиры
- 13 марта 1941 года — 5 сентября 1942 года капитан-лейтенант Роберт Бартелс
- 5 сентября 1942 года — 18 июня 1943 года капитан-лейтенант Хайнц Шомбург
- 19 июня 1943 года — 12 июля 1943 года Фриц Хеннинг

### История службы
Лодка совершила 15 боевых походов. Потопила 5 судов суммарным водоизмещением 17146 брт, повредила одно судно водоизмещением 4043 брт. Ещё одно судно водоизмещением 5062 брт после повреждений не восстанавливалось.
U-561 была потоплена 12 июля 1943 года в Мессинском проливе, в районе с координатами 38°16′ с. ш. 15°39′ в. д., торпедами британского торпедного катера HMS MTB-81. 42 человек погибли, 5 членов экипажа спаслись.

### Атаки на лодку
- 15 июля 1942 года находящаяся к востоку-северо-востоку от Порт Саида лодка обстреляла из своих 20-мм зениток приближающийся «Либерейтор», ошибочно опознанный как «Сандерленд». Немцы наблюдали попадания в самолёт, пролетевший над лодкой без сброса бомб. U-561 экстренно погрузилась, но после всплытия через час была атакована повторно. Снова обстрелявшие самолёт из зениток подводники на этот раз заметили, что он загорелся, экстренно сбросил бомбы и рухнул в море. Все семеро лётчиков погибли.

### Флотилии
- 13 марта 1941 года — 1 июня 1941 года — 1-я флотилия (учебная)
- 1 июня 1941 года — 31 января 1942 года — 1-я флотилия
- 1 февраля 1942 года — 12 июля 1943 года — 23-я флотилия